# Десять зим за одно лето
«Десять зим за одно лето» — советский фильм 1969 года, снятый на киностудии «Молдова-фильм» режиссёром Валериу Гажиу.

## Сюжет
Четыре новеллы о жителях молдавского села. О вернувшемся из армии Штефане, узнающем, что его любимая девушка вышла замуж. Об уроженце села, известном цирковом жонглёре, силаче Ионе Чокану. О молодом сельском священнике, влюбившемся в приехавшую в село девушку, и чуть не ушедшем в «мирскую» жизнь, но девушка уехала. О беспокойной свадьбе Тинкуцы и Тодарикэ накануне его отъезда на армейскую службу. И о Тулбареле, весёлом и мудром старике, являющемся связующим звеном всех новелл.

Главное, по замыслу авторов, — это раздумье о месте человека в обществе, о его призвании, о личной ответственности каждого за своё будущее, за свою любовь.— Спутник кинозрителя, № 7, 1970

## В ролях
- Константин Константинов — Тулбарел
- Григоре Григориу — Штефан
- Земфира Цахилова — Санда
- Михаил Волонтир — Илие
- Ада Лундвер — Ванда
- Валентин Гуцу — Ион Чокану
- Алфредс Видениекс — иллюзионист
- Думитру Фусу — священник
- Наталья Кустинская — Валентина
- Наталья Сайко — Тинкуца
- Ион Аракелу — Тодарикэ
- Михаил Бадикяну — Онаке
- Аркадий Плачинда — Костаке
- Александр Милютин — Никаноров
- Павел Винник — секретарь сельсовета
- Евгения Симонова — Катя
- Вадим Вильский — эпизод[значимость факта?]
- Домника Дариенко — эпизод[значимость факта?]
- Владимир Зайчук — эпизод[значимость факта?]
- Зоя Исаева — эпизод[значимость факта?]
- Екатерина Казимирова — жена Петра
- Олга Круминя — эпизод
- Михай Курагэу — эпизод[значимость факта?]
- Клавдия Лепанова — эпизод[значимость факта?]
- Андрей Нагиц — эпизод[значимость факта?]
- Николае Дарие — эпизод[значимость факта?]

## Критика
Фильм — фактически дебют режиссёра Валериу Гажиу — если до этого он снял лишь дипломную короткометражку и совместно с Вадим Лысенко фильм «Горькие зёрна», то

Постановку «Десять зим за одно лето» В. Гажиу осуществлял сам, демонстрируя уверенную, зрелую режиссуру.— Молдаване: очерк истории, этнографии, искусствоведения. — Кишинёв: Штиинца, 1977. — 459 с. — стр. 421